# Штучна їжа

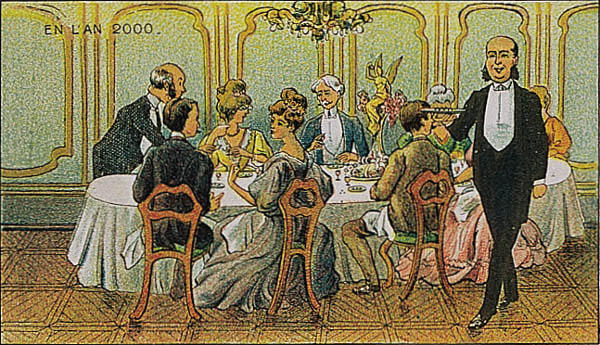
Штучна їжа. Французька картка 1910 року

Штучна їжа — харчовий продукт, який отримують з різних речовин (амінокислоти, білки, ліпіди, вуглеводи), які були попередньо виділені з вторинної сировини м'ясної і молочної промисловості, насіння олійних та бобових рослин, злаків, мікроорганізмів тощо, а також харчових добавок.